# Cuore aperto

Copertina dell'edizione deluxe

Cuore aperto è il terzo album in studio del gruppo musicale The Sun, autoprodotto dalla band e pubblicato il 16 giugno 2015. Il disco ha debuttato al 21º posto della classifica FIMI. Inoltre è arrivato in testa alle classifiche di iTunes entrando alla seconda posizione tra gli album rock e in nona posizione della classifica generale.

## Descrizione
L'album si presenta come una sorta di concept album su temi come l'amore e l'amicizia, da vivere appunto "a cuore aperto", ovvero con disponibilità verso la vita e il mondo. Le canzoni propongono testi immediati, orecchiabili e coinvolgenti, su una musica che alterna un rock leggero a brani più ritmati e potenti che rimandano al punk delle origini. I contenuti traggono ispirazione e citazioni da varie letture, come le Confessioni di Sant'Agostino, La guerra dei nostri nonni di Aldo Cazzullo, la biografia di Johnny Cash La vita, l'amore e la fede di una leggenda americana e le encicliche Lumen fidei e Laudato si' di papa Francesco.

### Edizione deluxe
È stata realizzata anche un'edizione deluxe sotto forma di cofanetto, in cui sono contenuti, oltre al CD dell'edizione standard, un CD di otto brani inediti registrati dal 2008 al 2015 ("B-Sides"), un DVD contenente quattro video, un libro di 64 pagine con testi e fotografie e un poster in formato 31x31 cm.
Il DVD contiene: Un Invito poi un Viaggio, report della settimana di viaggio vissuto in Terra santa dal 3 al 10 aprile 2014; un videoclip dei fan per il brano Spiriti del Sole, realizzato con collage di centinaia di fotografie, seguito dai ringraziamenti della band; Un anno di Officina del Sole, video che ripercorre la nascita e le prime attività del fan club ufficiale dei The Sun; il videoclip ufficiale della canzone Le case di Mosul.
Il libro contiene: La nascita dell'album, introduzione del cantante Francesco Lorenzi; Le canzoni. la vita, le storie, il significato, con la spiegazione della genesi dei brani contenuti nell'edizione standard dell'album; Cuore aperto per Matteo, Riccardo e Gianluca, brevi riflessioni degli altri componenti della band.

## Tracce
Edizione standard
1. Il mio miglior difetto – 3:59 (testo: Francesco Lorenzi – musica: Francesco Lorenzi, Maurizio Baggio)
2. Adesso – 3:08 (Francesco Lorenzi)
3. Anche in silenzio – 3:33 (Francesco Lorenzi)
4. La strada del Sole – 3:45 (Francesco Lorenzi)
5. Una ragione in più – 4:06 (testo: Francesco Lorenzi – musica: Francesco Lorenzi, Maurizio Baggio)
6. A te la scelta – 3:16 (testo: Francesco Lorenzi – musica: Francesco Lorenzi, Maurizio Baggio)
7. Cuore Aperto – 3:49 (Francesco Lorenzi)
8. Le case di Mosul – 3:42 (testo: Francesco Lorenzi – musica: Francesco Lorenzi, Maurizio Baggio)
9. 33 – 0:33 (musica: Federico Pelle)
10. Johnny Cash – 3:09 (Francesco Lorenzi, Johnny Cash)
11. Le opportunità che ho perso – 3:51 (testo: Francesco Lorenzi – musica: Francesco Lorenzi, Maurizio Baggio)
12. Noi – 4:39 (Francesco Lorenzi)

B-Sides (edizione deluxe)
1. La via di Damasco – 3:41 (testo: Francesco Lorenzi – musica: Francesco Lorenzi, Maurizio Baggio) – 2011
2. La soluzione – 3:16 (testo: Maurizio Baggio – musica: Maurizio Baggio, Francesco Lorenzi) – 2015
3. Infinito – 3:41 (Francesco Lorenzi) – 2008
4. Niente passi senza tempo – 1:58 (Francesco Lorenzi) – 2008
5. Tutte le parole – 3:54 (Francesco Lorenzi) – 2012
6. La menzogna – 3:51 (testo: Francesco Lorenzi – musica: Francesco Lorenzi, Maurizio Baggio) – 2008
7. Cattiva maestra – 3:47 (Francesco Lorenzi) – 2008
8. Luce del cammino – 3:39 (Francesco Lorenzi) – 2011

DVD (edizione deluxe)
1. Un Invito poi un Viaggio – 71:57
2. Spiriti del Sole (fan made video) – 5:53
3. Un anno di Officina del Sole – 16:43
4. Le case di Mosul (video ufficiale) – 3:53

## I brani
Il mio miglior difetto
Secondo singolo estratto dall'album, Il mio miglior difetto è un invito a non restare indifferenti verso il Creato e l'ambiente e una spinta a dichiararsi consapevoli e agire di conseguenza per cambiare il mondo in meglio.
Adesso
Adesso è stata scritta a fine dicembre 2013, durante la stesura del libro La strada del Sole, e completata a febbraio 2015. Si tratta di una canzone rivolta a Dio, nella quale il cantante si mette a nudo di fronte a Lui.
Anche in silenzio
Anche in silenzio è stata scritta l'8 settembre 2014 ed esprime la malinconia per la mancanza di una persona cara, dovuta ad un distacco, e racconta del bene che unisce anche nella distanza e nella sofferenza, agendo anche nel silenzio.
La strada del Sole
La canzone riprende il titolo del libro autobiografico scritto da Francesco Lorenzi; la musica è stata composta il giorno prima di incominciare la stesura di questo, mentre il testo è stato scritto a libro ultimato. La strada del Sole esprime lo stile del gruppo nel vivere la vita con gioia e fiducia.
Una ragione in più
Una ragione in più parla del senso della vita e della necessità di avere la Fede come compagna di vita per maturare e crescere, riuscendo così ad affrontare le difficoltà dell'esistenza.
A te la scelta
A te la scelta è un «dialogo tra Padre e figlio» scritto in occasione di una visita al santuario di Puig de Sant Salvador, a Maiorca, nell'ottobre 2014.
Cuore Aperto
Cuore Aperto è la title track dell'album ed esprime uno stile di vita che si attua nell'amare la vita e nell'essere grati a questa e a Chi l'ha creata.
Le case di Mosul
Le case di Mosul, primo singolo estratto dall'album, parla della guerra e della libertà religiosa, focalizzandosi sulla persecuzione dei cristiani in Medio Oriente. Prende spunto dall'assassinio del professor Mahmoud Al'Asali, studioso del Corano, che fu ucciso dall'ISIS davanti ai suoi studenti perché testimoniava la sua contrarietà alla persecuzione contro le minoranze cristiane.
33
33, che è anche la durata in secondi della canzone stessa, è un brano strumentale, orchestrato da Federico Pelle. Il numero simboleggia Cristo, ma «parla di tutti i Giusti della terra morti per mano d'altri uomini». Il brano è stato aggiunto in seguito all'ultimamento del master dell'album.
Johnny Cash
Il brano è un omaggio al cantautore statunitense Johnny Cash, come artista e come uomo: a un certo punto della sua vita questo ha vissuto una conversione, frutto di una ricerca spirituale, che lo ha portato a comporre diverse canzoni riguardanti Dio e Gesù Cristo. Il testo del brano è composto da parole dello stesso Cash e la musica è un riadattamento in chiave punk rock di vari riff di Folsom Prison Blues; all'inizio viene inserito anche un campionamento dell'iconica frase che Johnny Cash pronunciava in apertura dei suoi concerti («Hello, I'm Johnny Cash»). La canzone vede la collaborazione di Nicola Righele con l'armonica elettrica.
Le opportunità che ho perso
Le opportunità che ho perso, terzo singolo estratto dall'album, è una ballata che parla delle scelte che si è chiamati a fare nella propria vita, della responsabilità che queste hanno e della consapevolezza dei propri errori
Noi
Noi è un brano sull'amicizia composto durante la scrittura de La strada del Sole. Rivendica la libertà di essere sinceri e spontanei senza andare incontro a compromessi.

## Promozione
Cuore aperto è il primo album dei The Sun pubblicato senza una etichetta; è stato distribuito da Artist First.
L'uscita dell'album è stata anticipata il 18 maggio 2015 dal singolo Le case di Mosul. Nel 2016 il brano è stato candidato al premio Voci per la libertà - Una canzone per Amnesty promosso da Amnesty International Italia. Il 18 giugno 2016 è uscita Il mio miglior difetto, secondo singolo estratto dall'album. Il 21 dicembre 2016 viene pubblicato il terzo singolo Le opportunità che ho perso.
Nel 2019 Noi è stata inserita nella colonna sonora del film La mia seconda volta.

## Formazione
Formazione come da libretti.
The Sun
- Francesco "The President" Lorenzi – voce, chitarra acustica, chitarra elettrica
- Gianluca "Boston" Menegozzo – chitarra solista, cori
- Matteo "Lemma" Reghelin – basso, armonica a bocca, cori
- Riccardo "Trash" Rossi – batteria

Musicisti aggiuntivi
- Maurizio Baggio – tastiere, synth, cori
- Nicola Righele – armonica a bocca (traccia 10)
- Federico Pelle – orchestrazione (traccia 9)
- Mario Cornioli – cori (traccia 8)

Produzione
- Francesco Lorenzi – produzione, registrazione, mixaggio
- Michele Rebesco – produzione, assistente di studio
- Maurizio Baggio – produzione artistica, registrazione, mixaggio, mastering (tracce 2, 3, 5, 9)
- Federico Pelle – assistente di studio, mastering (tracce 2, 3, 5, 9)
- Antonio Baglio – mastering (tracce 1, 4, 6, 7, 8, 10, 11, 12)

Grafica
- Michele Rebesco – foto di copertina; foto in studio di registrazione ed esterne (edizione deluxe)
- Silvia Dalle Carbonare – foto in studio di registrazione ed esterne (edizione deluxe)
- Serena Chiavelli – grafiche
- Marianna Santoni – fotografie interne; foto ritratti (edizione deluxe)
- Alberto Zanotto – styling

## Classifiche
| Classifica (2015) | Posizione massima |
| ----------------- | ----------------- |
| Italia            | 21                |